# Rhegmoclemina trichoneura
Rhegmoclemina trichoneura är en tvåvingeart som beskrevs av Oswald Duda 1928. Rhegmoclemina trichoneura ingår i släktet Rhegmoclemina och familjen dyngmyggor. Inga underarter finns listade i Catalogue of Life.